# Dona asseguda
|  | Aquest article tracta sobre l'obra de Manolo Hugué. Vegeu-ne altres significats a «Dona asseguda de Çatalhöyük». |

Dona asseguda és un baix relleu de fang de Manolo Hugué i representa una figura femenina nua d'esquena asseguda a terra. L'obra es va fer entre el 1929 i el 1930, fa 16,5 x 25 cm i es troba en el fons del Museu Abelló de Mollet del Vallès.

## Descripció de l'obra
Amb la tècnica del relleu ens demostra la permanent recerca estètica de Manolo. Aquesta obra forma part d'un conjunt d'obres que culminen amb la Bacant, una idea que va madurar al llarg dels anys, i on queden expressats temes a l'entorn del volum i del moviment. Els estudis de l'obra comencen l'any 1928 i culminen l'any 1934. Aquesta és una nova interpretació del tema, amb una permanent recerca de variacions en les actituds del cos femení, que va produir pel creuament de la cama dreta sobre l'esquerra, el suport del braç esquerre sobre el cap i el tors enrere amb la mà dreta a terra aguantant el cos. Les línies del cos ens el mostren robust. Al mateix Museu Abelló es pot contemplar el dibuix Noia d'esquena de l'any 1928, que podria ser el pas previ a aquest relleu. La posició que adopta aquest cos femení del relleu és la mateixa que quatre anys més tard tindrà La Bacant, tot i que la figura està col·locada en sentit contrari. Aquesta obra va ser realitzada a la seva darrera etapa, ja instal·lat a Caldes de Montbui, és en aquesta etapa on produeix la seva millor obra. D'aquest relleu en terra cuita l'empresari del Gran Hotel de Palma, Antoni Albareda, que posseïa una important col·lecció d'obres de Manolo, li va encarregar un relleu en pedra en els anys quaranta, tot i que no té la mateixa espontaneïtat, degut al material.

## Exposicions
- La Mirada de l'Artista, Museu Abelló. Mollet del Vallès, 01/03/1999 - 21/01/2007
- L'art modern a la col·lecció Abelló s.XIX-XX, Museu Abelló. Mollet del Vallès, 21/01/2007
- Manolo Hugué, Museu Abelló. Mollet del Vallès, 13/12/2006 - 04/03/2007
- Manolo Hugué, Museu de Granollers, 23/04/2007 - 29/04/2007
- Manolo Hugué, Museu Victor Balaguer, 23/05/2007 - 15/06/2007
- Manolo Hugué, Thermalia Museu de Caldes
- Manolo Hugué, Fundació Palau. Caldes d'Estrac, 20/01/2008 - 16/04/2008
- Manolo Hugué, Museu de Vilafranca
- Manolo Hugué. Museu d'art Modern de Barcelona, 12/02/1990 – 15/04/1990